# Allosergestes pestafer
Allosergestes pestafer is een tienpotigensoort uit de familie van de Sergestidae. De wetenschappelijke naam van de soort is voor het eerst geldig gepubliceerd in 1937 door Burkenroad.